# Rajd Szwecji 1997
Rezultaty Rajdu Szwecji (46th Swedish Rally), eliminacji Rajdowych Mistrzostw Świata w 1997 roku, który odbył się w dniach 7–10 lutego. Była to druga runda czempionatu w tamtym roku. Bazą rajdu było miasto Karlstad.

## Zwycięzcy odcinków specjalnych[1]
| Etap | Data      | OS | Godzina | Nazwa          | Długość  | Zwycięzca                              | Czas  | Śred. pręd  | Lider rajdu      |
| ---- | --------- | -- | ------- | -------------- | -------- | -------------------------------------- | ----- | ----------- | ---------------- |
| 1    | 7 lutego  | 1  | n.b.    | Inre Hamn      | 3,00 km  | Tommi Mäkinen Thomas Rådström          | 1:42  | 105,88 km/h | Tommi Mäkinen    |
| 1    | 8 lutego  | 2  | n.b.    | Malta          | 11,88 km | Colin McRae                            | 6:05  | 117,17 km/h | Thomas Rådström  |
| 1    | 8 lutego  | 3  | n.b.    | Sunnemo        | 30,87 km | Carlos Sainz Kenneth Eriksson          | 15:51 | 116,86 km/h | Carlos Sainz     |
| 1    | 8 lutego  | 4  | n.b.    | Sågen          | 14,76 km | Thomas Rådström                        | 8:09  | 108,66 km/h | Kenneth Eriksson |
| 1    | 8 lutego  | 5  | n.b.    | Fredriksberg   | 24,80 km | Kenneth Eriksson                       | 14:19 | 103,93 km/h | Kenneth Eriksson |
| 1    | 8 lutego  | 6  | n.b.    | Jansbranda     | 20,35 km | Tommi Mäkinen                          | 11:20 | 107,74 km/h | Tommi Mäkinen    |
| 1    | 8 lutego  | 7  | n.b.    | Nyhammar       | 16,56 km | Colin McRae                            | 8:52  | 112,06 km/h | Tommi Mäkinen    |
| 1    | 8 lutego  | 8  | n.b.    | Jutbo          | 44,88 km | Colin McRae                            | 26:44 | 102,00 km/h | Kenneth Eriksson |
| 1    | 8 lutego  | 9  | n.b.    | Lugnet         | 2,88 km  | Mats Jonsson                           | 2:16  | 61,41 km/h  | Kenneth Eriksson |
|      |           |    |         |                |          |                                        |       |             | Kenneth Eriksson |
| 2    | 9 lutego  | 10 | n.b.    | Djura          | 23,15 km | Carlos Sainz                           | 11:58 | 116,07 km/h | Kenneth Eriksson |
| 2    | 9 lutego  | 11 | n.b.    | Rämmen         | 23,81 km | Tommi Mäkinen Carlos Sainz             | 12:43 | 112,34 km/h | Kenneth Eriksson |
| 2    | 9 lutego  | 12 | n.b.    | Hamra          | 35,42 km | Colin McRae                            | 19:21 | 109,83 km/h | Colin McRae      |
| 2    | 9 lutego  | 13 | n.b.    | Våssjön        | 2,79 km  | Colin McRae Carlos Sainz Armin Schwarz | 2:08  | 78,47 km/h  | Colin McRae      |
| 2    | 9 lutego  | 14 | n.b.    | Bredsjön       | 9,70 km  | Tommi Mäkinen                          | 5:33  | 104,86 km/h | Colin McRae      |
| 2    | 9 lutego  | 15 | n.b.    | Bogen          | 12,78 km | Tommi Mäkinen                          | 7:40  | 100,02 km/h | Colin McRae      |
| 2    | 9 lutego  | 16 | n.b.    | Lonnhojden     | 17,21 km | Tommi Mäkinen                          | 9:21  | 110,44 km/h | Colin McRae      |
| 2    | 9 lutego  | 17 | n.b.    | Mangen         | 22,09 km | Tommi Mäkinen                          | 12:48 | 103,55 km/h | Carlos Sainz     |
| 2    | 9 lutego  | 18 | n.b.    | Kalvholmen     | 2,00 km  | Tommi Mäkinen                          | 1:53  | 63,72 km/h  | Carlos Sainz     |
|      |           |    |         |                |          |                                        |       |             | Carlos Sainz     |
| 3    | 10 lutego | 19 | n.b.    | Sundsjön       | 19,35 km | Colin McRae Kenneth Eriksson           | 10:24 | 111,63 km/h | Carlos Sainz     |
| 3    | 10 lutego | 20 | n.b.    | Vargåsen       | 14,76 km | Tommi Mäkinen Kenneth Eriksson         | 7:46  | 89,61 km/h  | Colin McRae      |
| 3    | 10 lutego | 21 | n.b.    | Bjälverud      | 21,58 km | Kenneth Eriksson                       | 11:06 | 116,65 km/h | Kenneth Eriksson |
| 3    | 10 lutego | 22 | n.b.    | Fredros        | 14,00 km | Tommi Mäkinen                          | 7:14  | 116,13 km/h | Kenneth Eriksson |
| 3    | 10 lutego | 23 | n.b.    | Langjohanstorp | 19,44 km | Colin McRae                            | 9:43  | 120,04 km/h | Kenneth Eriksson |
| 3    | 10 lutego | 24 | n.b.    | Infantry 2     | 8,30 km  | Tommi Mäkinen                          | 5:03  | 98,61 km/h  | Kenneth Eriksson |

| Zwycięzcy OS-ów  | Zwycięzcy OS-ów |
| Kierowca         | Ilość           |
| ---------------- | --------------- |
| Tommi Mäkinen    | 11              |
| Colin McRae      | 7               |
| Kenneth Eriksson | 5               |
| Carlos Sainz     | 4               |
| Thomas Rådström  | 2               |
| Mats Jonsson     | 1               |
| Armin Schwarz    | 1               |

## Wyniki końcowe rajdu
| Msc.                   | Kierowca               | Pilot                  | Samochód                    | Czas                   | Strata                 | Grupa                  | Punkty                 |                        |
| Klasyfikacja generalna | Klasyfikacja generalna | Klasyfikacja generalna | Klasyfikacja generalna      | Klasyfikacja generalna | Klasyfikacja generalna | Klasyfikacja generalna | Klasyfikacja generalna | Klasyfikacja generalna |
| ---------------------- | ---------------------- | ---------------------- | --------------------------- | ---------------------- | ---------------------- | ---------------------- | ---------------------- | ---------------------- |
| 1                      | Kenneth Eriksson       | Staffan Parmander      | Subaru Impreza WRC          | 3:51.49                | 0.0                    | A8 M                   | 10                     |                        |
| 2.                     | Carlos Sainz           | Luis Moya              | Ford Escort WRC             | 3:52.05                | +0.16                  | A8 M                   | 6                      |                        |
| 3.                     | Tommi Mäkinen          | Seppo Harjanne         | Mitsubishi Lancer Evo IV    | 3:52.15                | +0.26                  | A8 M                   | 4                      |                        |
| 4.                     | Colin McRae            | Nicky Grist            | Subaru Impreza WRC          | 3:52.20                | +0.31                  | A8 M                   | 3                      |                        |
| 5.                     | Thomas Rådström        | Lars Bäckman           | Toyota Celica GT-Four       | 3:54.47                | +2.58                  | A8                     | 2                      |                        |
| 6.                     | Armin Schwarz          | Denis Giraudet         | Ford Escort WRC             | 3:55.45                | +3.56                  | A8 M                   | 1                      |                        |
| 7.                     | Tomas Jansson          | Per-Ola Svensson       | Toyota Celica GT-Four       | 3:55.47                | +3.58                  | A8                     |                        |                        |
| 8.                     | Marcus Grönholm        | Timo Rautiainen        | Toyota Celica GT-Four       | 3:56.04                | +4.15                  | A8                     |                        |                        |
| 9.                     | Mats Jonsson           | Johnny Johansson       | Ford Escort RS Cosworth     | 3:57.02                | +5.13                  | A8                     |                        |                        |
| 10.                    | Stig Blomqvist         | Benny Melander         | Ford Escort RS Cosworth     | 3:58.35                | +6.46                  | A8                     |                        |                        |
| PWRC                   |                        |                        |                             |                        |                        |                        |                        |                        |
| 1 (11.)                | Kenneth Bäcklund       | Tord Andersson         | Mitsubishi Lancer Evo III   | 4:04:07                | -                      | N4                     |                        |                        |
| 2 (12.)                | Stig-Olov Walfridsson  | Gunnar Barth           | Mitsubishi Lancer Evo III   | 4:04:52                | +45                    | N4                     |                        |                        |
| 3 (13.)                | Juha Kangas            | Jani Laaksonen         | Mitsubishi Lancer Evo III   | 4:05:43                | +1:36                  | N4                     |                        |                        |
| 2L WRC                 |                        |                        |                             |                        |                        |                        |                        |                        |
| 1 (14.)                | Jörgen Jonasson        | Nicklas Jonasson       | Volkswagen Golf III GTi 16V | 4:08:29                | -                      | A7                     |                        |                        |
| 2 (14.)                | Per Svan               | Johan Olsson           | Opel Astra GSi 16V          | 4:08:51                | +22                    | A7                     |                        |                        |
| 3 (19.)                | Tapio Laukkanen        | Risto Mannisenmäki     | Volkswagen Golf III Kit Car | 4:12:54                | +4:25                  | A7                     |                        |                        |

1. ↑  Litera M przy oznaczeniu grupy do której należy samochód oznacza, iż tylko ci kierowcy zdobywali punkty dla swoich zespołów liczonych w klasyfikacji producentów na koniec sezonu.

## Klasyfikacja po 2 rundach
Tabele przedstawiają tylko pięć pierwszych miejsc.

### Kierowcy
| Lp. | Kierowca         | Pkt |
| --- | ---------------- | --- |
| 1   | Carlos Sainz     | 12  |
| 2   | Piero Liatti     | 10  |
| 3   | Kenneth Eriksson | 10  |
| 4   | Tommi Makinen    | 8   |
| 5   | Armin Schwarz    | 4   |

### Producenci
| Lp. | Producent           | Pkt |
| --- | ------------------- | --- |
| 1   | 555 Subaru WRT      | 23  |
| 2   | Ford Motor Co. Ltd. | 16  |
| 3   | Mitsubishi Ralliart | 10  |